# 小行星23048
小行星23048（23048 Davidnelson）是一颗绕太阳运转的小行星，为主小行星带小行星。该小行星于1999年12月发现。

## 轨道参数
小行星23048的轨道半长轴为401 603 908 km，2.6845181 UA，离心率为0.110。